# Los Negros (kartel)
Los Negros is een berucht drugskartel dat zijn oorsprong heeft in Mexico. Het kartel is betrokken bij grootschalige drugshandel, geweld en georganiseerde misdaad. Het opereert voornamelijk in het noorden van Mexico en staat bekend om zijn gewelddadige confrontaties met rivaliserende kartels en de Mexicaanse autoriteiten.
De oorsprong van Los Negros kan worden herleid tot Los Zetas, een criminele organisatie die aanvankelijk onder meer bestond uit voormalige leden van Mexicaanse speciale eenheden. Na verloop van tijd splitste Los Negros zich af van de Zetas en ontwikkelde het zich tot een zelfstandige criminele entiteit. De groep onderhoudt nauwe banden met verschillende andere drugskartels en criminele organisaties in de regio.
Los Negros is betrokken bij diverse illegale activiteiten, waaronder drugshandel, ontvoeringen, afpersingen en andere vormen van georganiseerde misdaad. Het kartel schuwt het geweld niet en heeft een reputatie opgebouwd voor meedogenloze tactieken bij het handhaven van zijn territorium en het uitvoeren van drugstransacties.
De Mexicaanse overheid heeft herhaaldelijk geprobeerd om de activiteiten van Los Negros te onderdrukken en de leiders van het kartel te arresteren. Deze inspanningen hebben echter vaak geleid tot gewelddadige confrontaties tussen de kartelleden en de autoriteiten, wat resulteerde in een cyclus van geweld en instabiliteit in de regio.
Het fenomeen van drugskartels zoals Los Negros benadrukt de complexiteit van de uitdagingen waarmee de Mexicaanse overheid wordt geconfronteerd in haar strijd tegen georganiseerde misdaad. De diepgewortelde problemen, waaronder armoede, corruptie en gebrekkige overheidsinstellingen, dragen bij aan de voortdurende activiteiten van dergelijke kartels en maken het moeilijk om ze effectief aan te pakken. De strijd tegen Los Negros en vergelijkbare criminele organisaties blijft een prioriteit voor de Mexicaanse autoriteiten en vormt een belangrijk element in het bredere debat over de aanpak van georganiseerde misdaad in de regio.